# Olaus Skarsem
Olaus Skarsem (Trondheim, 1998. július 2. –) norvég korosztályos válogatott labdarúgó, a Rosenborg középpályása.

## Pályafutása

### Klubcsapatokban
Skarsem a norvégiai Trondheim városában született. Az ifjúsági pályafutását a Gimse, a Melhus és az Astor csapataiban kezdte, majd 2013-ban a Rosenborg akadémiájánál folytatta.
2016-ban mutatkozott be a Rosenborg első osztályban szereplő felnőtt csapatában, ám a klubnál csak kupamérkőzéseken lépett pályára. A 2019-es szezonban a Ranheim csapatát erősítette. 2020 januárjában a Kristiansundhoz szerződött. Először a 2020. június 16-ai, Rosenborg elleni mérkőzésen lépett pályára. Első gólját 2020. július 29-én, a Sandefjord ellen 3–1-re megnyert találkozón szerezte. 2021. augusztus 1-jén visszatért a Rosenborghoz és 3½ éves szerződést kötött a klubbal.

### A válogatottban
2019-ben debütált a norvég U21-es válogatottban. Először 2019. június 10-én, Dánia ellen 3–2-re megnyert mérkőzésen lépett pályára és egyben megszerezte első válogatott gólját is.

## Statisztikák
2022. október 30. szerint
| Klub                 | Szezon   | Osztály     | Bajnokság | Bajnokság | Kupa  | Kupa | Nemzetközi | Nemzetközi | Összesen | Összesen |
| Klub                 | Szezon   | Osztály     | Meccs     | Gól       | Meccs | Gól  | Meccs      | Gól        | Meccs    | Gól      |
| -------------------- | -------- | ----------- | --------- | --------- | ----- | ---- | ---------- | ---------- | -------- | -------- |
| Rosenborg            | 2016     | Tippeligaen | 0         | 0         | 1     | 1    | 4          | 0          | 5        | 1        |
| Rosenborg            | 2018     | Eliteserien | 0         | 0         | 1     | 0    | 1          | 0          | 2        | 0        |
| Rosenborg            | Összesen | Összesen    | 0         | 0         | 2     | 1    | 5          | 0          | 7        | 1        |
| Ranheim (kölcsönben) | 2019     | Eliteserien | 20        | 1         | 3     | 1    | —          | —          | 23       | 2        |
| Kristiansund         | 2020     | Eliteserien | 26        | 3         | 0     | 0    | —          | —          | 26       | 3        |
| Kristiansund         | 2021     | Eliteserien | 13        | 0         | 0     | 0    | —          | —          | 13       | 0        |
| Kristiansund         | Összesen | Összesen    | 39        | 3         | 0     | 0    | 0          | 0          | 39       | 3        |
| Rosenborg            | 2021     | Eliteserien | 16        | 1         | 2     | 2    | 3          | 0          | 21       | 3        |
| Rosenborg            | 2022     | Eliteserien | 25        | 0         | 1     | 0    | 0          | 0          | 26       | 0        |
| Rosenborg            | Összesen | Összesen    | 41        | 1         | 3     | 2    | 3          | 0          | 47       | 3        |
| Összesen             | Összesen | Összesen    | 100       | 5         | 8     | 4    | 4          | 0          | 112      | 9        |

## Sikerei, díjai
Rosenborg
- Eliteserien
  - Bajnok (1): 2018

- Norvég Kupa
  - Győztes (1): 2018

- Norvég Szuperkupa
  - Győztes (1): 2018